# 平安北道 (大韓民国)
平安北道（ピョンアンブクト、へいあんほくどう）は、朝鮮半島北西部に位置する大韓民国の行政区（以北五道）。道庁所在地は新義州市。
現在、全域が朝鮮民主主義人民共和国による支配下にあり、大韓民国政府による実効支配は及んでいない。朝鮮民主主義人民共和国の行政区画では平安北道・慈江道の大部分・両江道の一部に相当する。

## 歴史
1896年に朝鮮八道の平安道が南北に分割されることで平安北道が生まれ、日本統治下にも平安北道として継承された。北朝鮮によって一部が慈江道および両江道として分離されたが、大韓民国においては現在も公式には平安北道の一部としている。

## 平安北道の自治体

### 市
- 新義州市 - 신의주시【新義州市】Sinuiju-si （シニジュ=シ、平安北道道庁所在地）

### 郡
- 慈城郡 - 자성군【慈城郡】Jaseong-gun （チャソン=グン）
- 厚昌郡 - 후창군【厚昌郡】Huchang-gun （フチャン=グン）
- 江界郡 - 강계군【江界郡】Ganggye-gun （カンゲ=グン）
- 渭原郡 - 위원군【渭原郡】Wiwon-gun （ウィウォン=グン）
- 煕川郡 - 희천군【熙川郡】Huicheon-gun （ヒチョン=グン）
- 楚山郡 - 초산군【楚山郡】Chosan-gun （チョサン=グン）
- 碧潼郡 - 벽동군【碧潼郡】Byeokdong-gun （ピョクトン=グン）
- 雲山郡 - 운산군【雲山郡】Unsan-gun （ウンサン=グン）
- 寧辺郡 - 영변군【寧邊郡】Yeongbyeon-gun （ヨンビョン=グン）
- 昌城郡 - 창성군【昌城郡】Changseong-gun （チャンソン=グン）
- 朔州郡 - 삭주군【朔州郡】Sakju-gun （サクチュ=グン）
- 泰川郡 - 태천군【泰川郡】Taecheon-gun （テチョン=グン）
- 博川郡 - 박천군【博川郡】Bakcheon-gun （パクチョン=グン）
- 亀城郡 - 구성군【龜城郡】Guseong-gun （クソン=グン）
- 定州郡 - 정주군【定州郡】Jeongju-gun （チョンジュ=グン）
- 義州郡 - 의주군【義州郡】Uiju-gun （ウィジュ=グン）
- 宣川郡 - 선천군【宣川郡】Seoncheon-gun （ソンチョン=グン）
- 鉄山郡 - 철산군【鐡山郡】Cheolsan-gun （チョルサン=グン）
- 龍川郡 - 용천군【龍川郡】Yongcheon-gun （ヨンチョン=グン）